# Sarnóczay

Wappen der Sarnóczay de Sarno (1591)

Sarnóczay de Sarnó ist ein altes ungarisches Adelsgeschlecht, das aus dem Komitat Hont stammt. Ihren Hauptsitz hatten sie in Veľké Krškany.

## Geschichte
Als erstbekannter Ahnherr dieses Geschlechtes wurde Sebastian Sarnóczay de Sarnó in der ersten Hälfte des 17. Jahrhunderts erwähnt. König Ferdinand III. erneuerte denn Wappen und Adelsbrief am 6. Mai 1655 in Pressburg und wurde kundgemacht im Komitat Zólyom am 17. Juli 1655 und in Svätý Anton, Komitat Hont am 9. Dezember 1698. Diese Erneuerung galt für Georg und dessen Ehefrau Ursula Timeth und für deren Söhne Stefan und Andreas.
Dieses Geschlecht besaß Herrschaften in Veľké Krškany, Domadice, Chorvátice und Sobotište. Es gehörte dem höheren Adel an und ist verwandt mit diesen Adelsgeschlechtern Pomothy, Szent-Ivanyi, Gosztonyi, Rajcsanyi, Horváthy und Döry.

## Bekannte Mitglieder
- Stephanus Sarnóczay de Sarnó (1760–1805), Landherr Veľké Krškany und Ehemann von Anna Pomothy de Horhi et Unatényi
- Josephus Sarnóczay de Sarnó (1798–1893), Landherr in Domadice und Veľké Krškany, Beisitzender im Komitat Hont

## Genealogie
- Sebastian, ⚭ Christiana Balogi[2]
  - Franciscus, ⚭ Judith Kalmar
  - Stephanus
  - Emericus
  - Joannes
  - Jusztina, ⚭ I. Georgius Mere de Kaposi, ⚭ II. Stephanus Sárközy
  - Georgius, ⚭ Eva Gosztonyi de Gosztonyi és krencsi és köves-szarvi
    - Maria, ⚭ Adam Rajcsanyi de Rajcsanyi
    - Paul
    - Georgius, ⚭ Eva Marczibány
      - Emericus
        - Ladislaus
        - Petrus, ⚭ Susanna Horváthy de Disznósi
          - Paulus Josephus (* 1773)
          - Stephanus (1769 – 1805), ⚭ Anna Pomothy de Horhi et Unatényi
            - Carolina (* 1803)
            - Susanna (* 1801)
            - Josephus (1798 – 1891)

      - Susanna, ⚭ Paul Kele
      - Alexander, ⚭ Judith Tausz
        - Emericus (* 1763)

    - Franciscus, ⚭ Klára Spáczay
      - Nicolaus
      - Anna, ⚭ I. Pauls Tausz, ⚭ II. Ehemann war Adam Cziganyi
      - Eva, ⚭ Adam Bokros
      - Elisabeth, ⚭ Gasparus Kosztolányi de Kosztolányi

    - Stephanus, ⚭ Catharina Urbanovszky
      - Georgius
      - Joannes, ⚭ Eva Döry
        - Clara, ⚭ Josephus Thuranszky de Thuríki

## Wappen
- Wappen von 1591 (Stammwappen): rotes Schild, auf grünem Dreiberg ein Pelikan im Nest, mit dem Schnabel seine Brust ritzend und mit dem heraustropfenden Blute drei Junge atzend. Helmkleinod: Pelikan wie am Schild. Helmdecken: blau-golden und rot-silber.

- Wappen: blaues Schild, auf grünem Dreiberg ein goldener Löwe, in der erhobenen Rechten einen Krummsäbel mit goldener Parierstange haltend. Helmkleinod: Pelikan im Nest, wie im Stammwappen. Helmdecken: blau-golden und rot-silber.